# 阿梅 (那曲)
阿梅（1979年—）女，藏族，西藏自治区那曲地区人，那曲地区基层干部，中共十八大代表。

## 简历
阿梅出生在那曲地区，此后一直在那曲地区学习、工作。2007年，阿梅担任巴青县巴青乡乡长。2011年，西藏自治区了出台加强和创新寺庙管理政策，苯教的鲁布寺成立了寺庙管理委员会。该寺僧众传闻，寺庙管理委员会将限制佛事活动以及寺庙财务，部分僧人对此抵触，便打电话问巴青乡党委书记阿梅称“我们该怎么办？”阿梅接到电话之后，主动要求赴鲁布寺兼任驻寺干部。阿梅担任驻寺干部期间，为该寺僧众解决了一系列生活困难。2012年6月，阿梅调任巴青县拉西镇党委书记，鲁布寺僧众送别了她。
2012年，她当选为中共十八大代表。